# Polimerază

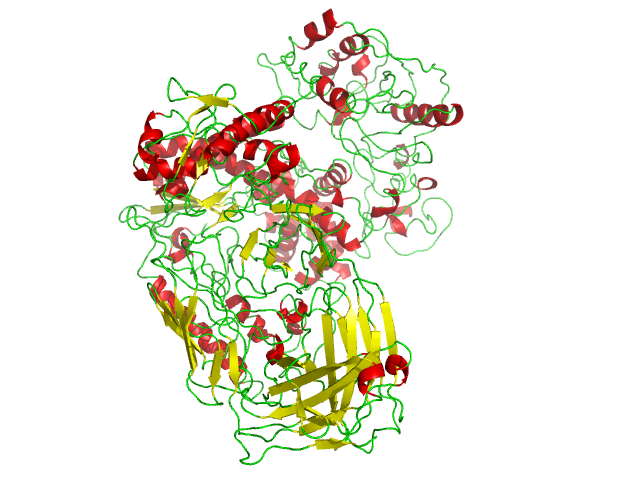
Structura Taq ADN-polimerazei.

Polimerazele (EC 2.7.7.6/7/19/48/49) sunt o subclasă de enzime din clasa transferazelor care catalizează reacția de polimerizare a acizilor nucleici. ADN polimeraza și ARN polimeraza sunt două polimeraze care sunt implicate în asamblarea moleculelor de ADN și ARN.
ADN polimeraza din specia de bacterie termofilă Thermus aquaticus (Taq) (PDB 1BGX Arhivat în 4 iulie 2007, la Wayback Machine., EC 2.7.7.7) este utilizată în reacția de polimerizare în lanț, o tehnică importantă în biologia moleculară.

## Clasificare

### După funcție
- ADN polimerază (DdDP)
  - Familia A: ADN polimerază I; Pol γ, θ, ν
  - Familia B: ADN polimerază II; Pol α, δ, ε, ζ
  - Familia C: ADN polimerază III
  - Familia  X: Pol β, λ, μ
    - Terminal dezoxiucleotidil transferază (TDT)[1]

  - Familia Y: ADN polimerază IV (DinB) și ADN polimerază V (UmuD'2C); Pol η, ι, κ
- Revers transcriptază (RT; RNA-directed DNA polymerase; RdDP)
  - Telomerază
- ARN polimerază (DdRP, RNAP)
  - Mai multe subunități (msDdRP): ARN polimerază I, ARN polimerază II, ARN polimerază III
  - O singură subunitate (ssDdRP): ARN polimerază T7, POLRMT
  - Primază, PrimPol
- ARN replicază (RNA-directed RNA polymerase, RdRP)
  - Viral (singură subunitate)
  - Celulară eucariotă (cRdRP; dublă subunitate)